# Stoelmanseiland Airstrip
Stoelmanseiland Airstrip is een landingsstrook, gelegen op het eiland Stoelmanseiland in het ressort Tapanahony in het oosten van het district Sipaliwini. Op dit punt vloeien de rivieren Tapanahony en Lawa samen in de Marowijne, op de grens met Frans-Guyana.
Er zijn rond de zes maatschappijen die het vliegveld aandoen. Er zijn lijnvluchten naar Zorg en Hoop Airport in Paramaribo. Het vliegveld ligt 10 kilometer ten noorden van het vliegveld van Grand-Santi in Frans-Guyana.
De ondergrond van de landingsbaan is van gras. De baan heeft een lengte van circa 500 meter.